# Assedio di Wiener Neustadt
L'assedio di Wiener Neustadt fu un assedio che perdurò 18 mesi, parte della guerra austro-ungherese tra Federico III del Sacro Romano Impero e Mattia Corvino, re d'Ungheria. Segnò la fine di una serie di assedi con i quali gli ungheresi guadagnarono il controllo della Stiria e della Bassa Austria.

## Premessa

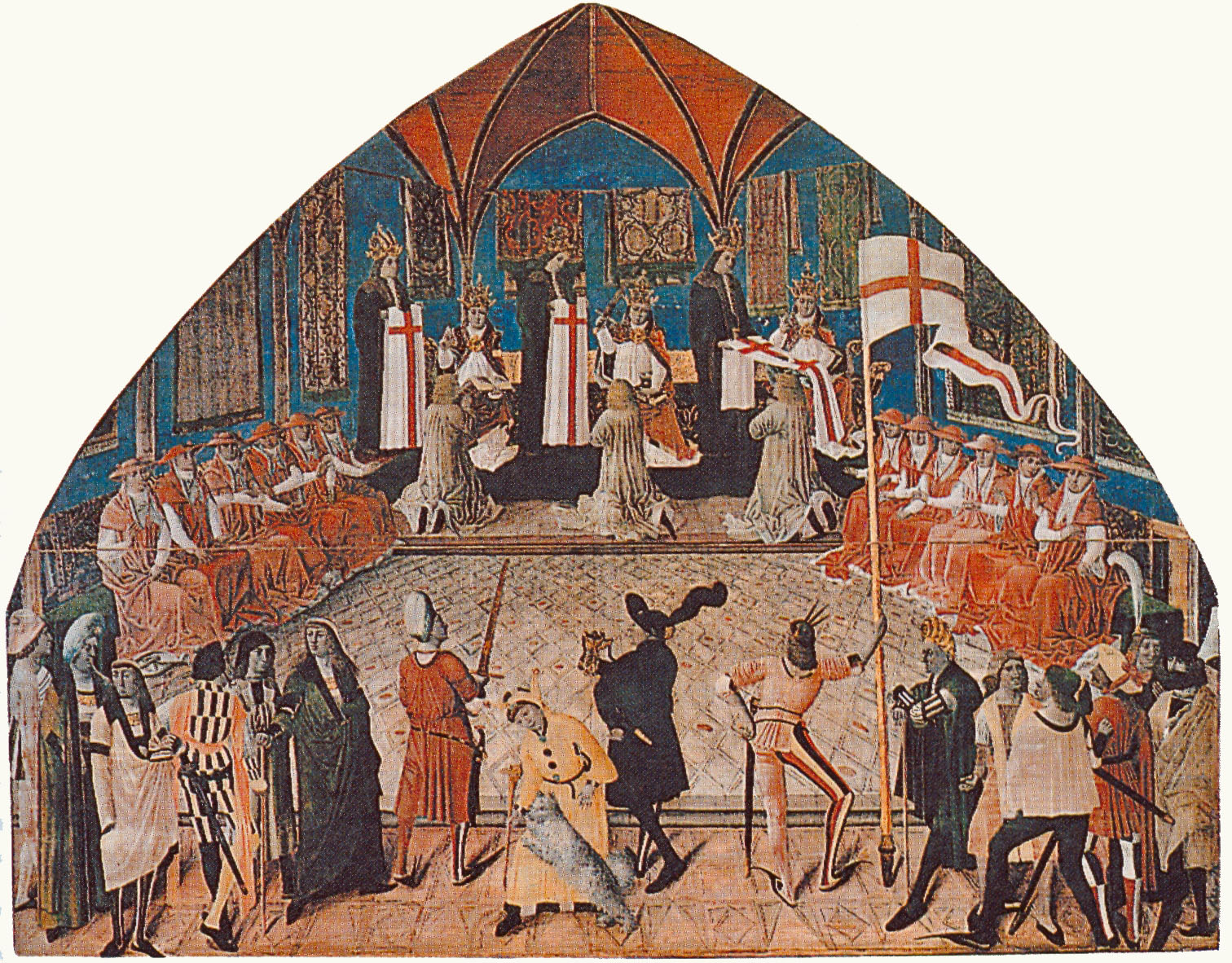
Il 1º gennaio 1469 alla presenza dell'imperatore Federico III, papa Paolo II concesse a Johann Siebenhirter il titolo di primo Gran Maestro dell'Ordine dei Cavalieri di San Giorgio nella Basilica del Laterano a Roma

La città venne allertata diverse volte durante le guerre austro-ungheresi. La prima volta fu nel 1477 quando il gran maestro Johann Siebenhirter dell'Ordine di San Giorgio di Carinzia da poco fondato (1469) occupò la città per difenderla dalla minaccia proveniente da oriente. Originariamente dedicato alla difesa della cristianità dagli ottomani, l'Ordine si trovò senza volerlo coinvolto nelle lotte tra Mattia Corvino, re d'Ungheria, e l'imperatore Federico III, dove quest'ultimo era inoltre il cavaliere fondatore dell'Ordine stesso. Siebenhirter spostò il quartier generale dell'Ordine da Millstatt a Wiener Neustadt. Nel maggio del 1478 comandò i braccianti dei villaggi allora ungheresi come Eisenstadt e Forchtenstein – dei quali egli era inoltre capitano - a prendere parte ai lavori di fortificazione della città. Dopo l'assedio di Vienna si recò in visita a Mattia Corvino per negoziare lo status di Wiener Neustadt. Venne conclusa una tregua con uno scambio di prigionieri di guerra. Il trattato avrebbe ad ogni mantenuto l'Ordine immune dalla guerra austro-ungherese. Questa situazione si presentò da subito fortemente contraddittoria, dal momento che Siebenhirter continuava comunque a ricoprire il suo incarico a Wiener Neustadt. Siebenhirter dichiarò inoltre che i cavalieri a Wartenstein avrebbero rifiutato ogni richiesta di supporto proveniente dall'imperatore. Egli avrebbe comunque potuto continuare a gestire l'Ordine ed i suoi possedimenti anche sotto il governo di Mattia.

## L'assedio

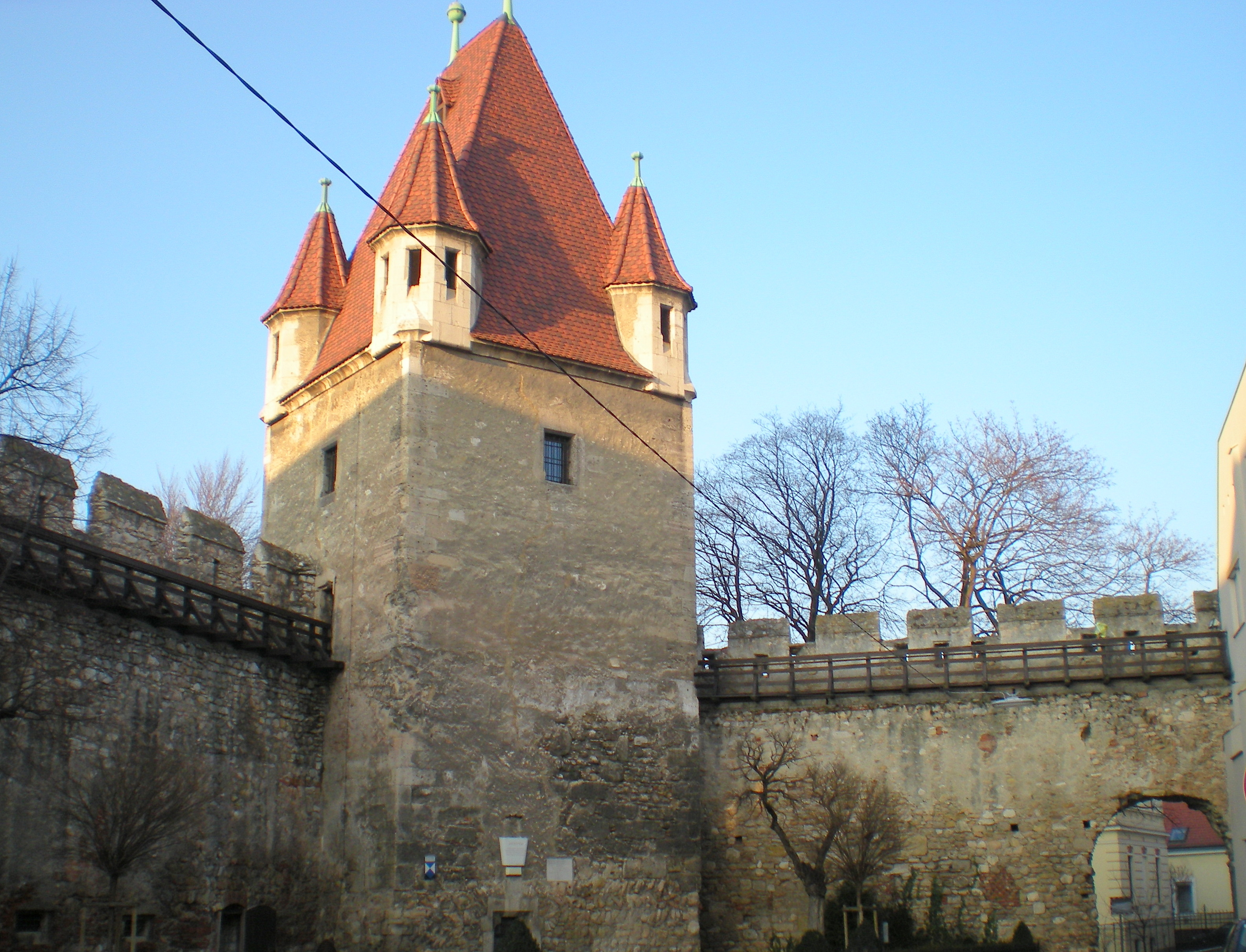
La torre al lato nord-ovest del muro difensivo di Wiener Neustadt

Wiener Neustadt disponeva di una fortezza ben difesa ed equipaggiata per l'epoca. Il villaggio era circondato da tre fossati e da una possente cerchia di mura rettangolari in pietra, mentre i sobborghi erano protetti da fossati più piccoli per respingere attacchi improvvisi che comunque garantivano l'accesso ai quattro cancelli della città. Presso l'Ungarthore (letteralmente "Cancello ungherese") si trovava il castello ducale con alte mura e quattro torri di pietra. Sul retro del castello si trovava il Thiergarten racchiuso da un profondo fossato. L'area circostante la città era paludosa il che complicava ulteriormente il terreno agli assedianti. Le fortificazioni erano dotate di archibugi in grado di tirare colpi a 2000 passi.
Dopo l'assedio di Vienna Mattia Corvino ordinò alle sue truppe di accerchiare Wiener Neustadt come possibile obbiettivo di una conquista. Egli inviò quindi i capitani István Zápolya, Laszlo Kanizsay, Jakob Székely, Wilhelm Tettauer e István Báthory ad iniziare l'assedio nel 1486. Costruirono quattro torri d'assedio e vennero raggiunti dal sovrano solo il 13 gennaio 1487 come era stato previsto dall'astrologo di corte.
Dopo il suo arrivo Mattia realizzò gli errori fatti dai suoi capitani. Notò che l'accerchiamento della città non era sufficientemente stretto e per questo fece realizzare ulteriori torri di guardia nel territorio, introducendo inoltre la turnazione dei soldati così che le varie compagnie potessero combattere con soldati sempre freschi. L'Armata nera ottenne l'ordine di attaccare i sobborghi di Vienna; attraversarono il fossato, appiccarono fuoco ai sobborghi e ne fecero fuggire gli abitanti. Il ponte levatoio crollò, fatto che fece cadere molte persone nel fossato dove annegarono, altre vennero uccise dagli ungheresi che avanzavano verso i cancelli della città. Il giorno successivo i cittadini stessi si ritirarono verso la Ungarthore. Mattia raggiunse il fossato di fronte alla Wienerthore (letteralmente "Porta viennese") e si spostò coi propri cannoni pesanti, tra cui figuravano sei cannoni enormi catturati agli ottomani, portando macchine d'assedio sul posto di modo da riempire le trincee e consentire la costruzione di ponti mobili. Egli ordinò inoltre di continuare a colpire le fortificazioni.
e successivamente distrusse sei torri tra cui la torre dell'angolo sud-ovest. La guarnigione di Wiener Neustadt si trovò così senza costruzioni di altezza sufficiente ad installare armi da fuoco a lungo raggio, risolvendosi a montarle sui campanili delle chiese cittadine. Furono in grado da lì di bombardare il campo ungherese. Pur essendo un devoto cristiano, Mattia permise il bombardamento anche delle chiese. Nel frattempo, Johann von Königsberg e Ruprecht von Reichenberg riuscirono a raccogliere dei rifornimenti. Reichenberg incendiò due torri d'assedio. Dopo sette mesi di combattimenti, i deputati della città si recarono al campo degli ungheresi per chiedere la cessazione delle ostilità. Il terzo giorno dei negoziati, il 2 luglio, Johann Wulfersdorf e re Mattia concordarono i seguenti termini:

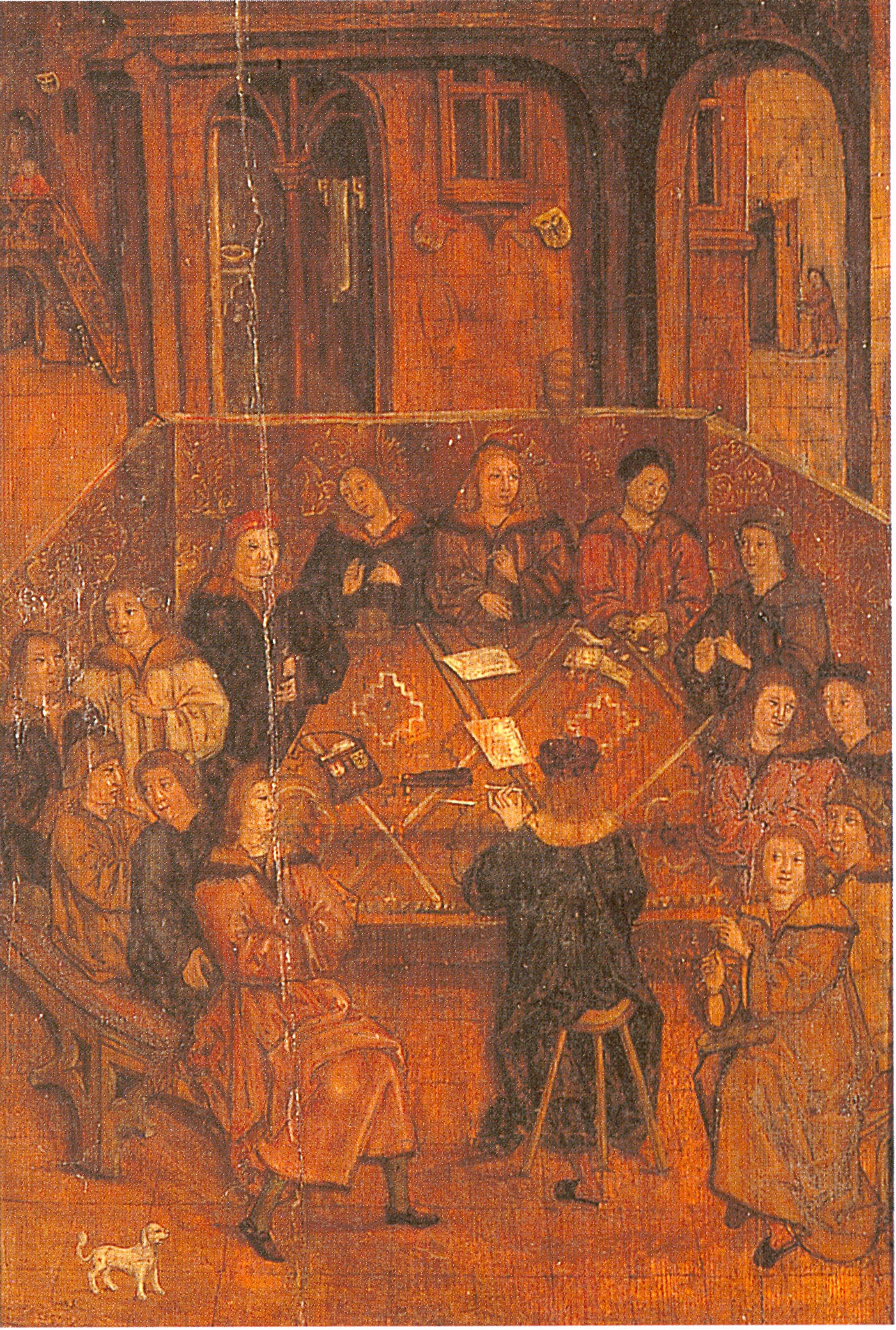
Dipinto d'epoca raffigurante il consiglio cittadino di Wiener Neustadt

Le parti avrebbero atteso sino al 16 agosto in pace; in quella data i 3 000 soldati imperiali avrebbero dovuto raggiungere i cancelli della città e l'assedio sarebbe stato automaticamente tolto, passando la città e il castello nelle mani del re. I comandanti e le truppe così come la popolazione che non desiderasse rimanere sotto il governo degli ungheresi, ebbe il permesso di andarsene con 300 carri che vennero predisposti per l'occasione. Il re confermò alla città i suoi privilegi. Egli promise inoltre di indennizzare e restituire tutti i beni rubati o danneggiati durante lo scontro. Chiunque avesse interrotto tale situazione sarebbe stato ucciso sul posto.
Nella città iniziò a diffondersi la voce secondo la quale un'armata imperiale era sul punto di correre in soccorso della città, ma Mattia sapeva che questo era impossibile, anche perché entrambe le parti erano soddisfatte da questi accordi.
Il re decise di lasciare che le terre austriache collassassero da sole. Schottwien fu la prima a consegnarsi all'Ungheria dopo un sol giorno d'assedio il 12 luglio. Seguirono poi Mürzzuschlag, Kindberg e Mattia ottenne il pieno controllo del Passo di Semmering assieme ad altre 20 città che si arresero spontaneamente.
Nel frattempo, il duca Alberto III di Sassonia intervenne nella questione su richiesta di Federico III. Raccolse un esercito di 3 000 uomini armati a proprie spese, grande abbastanza da lanciare un contrattacco. Marciò quindi verso Linz dove ottenne il supporto dell'arcivescovo di Salisburgo Johann Beckenschlager e del capitano Gotthard von Starhemberg e si dichiarò pronto per dirigersi a Wiener Neustadt. Egli dichiarò ufficialmente guerra all'Ungheria il 9 agosto. Le due armate si incontrarono a Sankt Pölten dove comunque vi furono solo piccole schermaglie senza scontri veri e propri. Mattia scrisse una lettera nella quale dichiarò di aver portato guerra a Federico come arciduca d'Austria e non come imperatore. Il duca di Sassonia replicò il 25 agosto dicendo che le terre ereditarie dell'imperatore appartenevano comunque al Sacro Romano Impero e pertanto la sua azione era a tutti gli effetti una dichiarazione di guerra aperta all'impero. Mentre questa corrispondenza diplomatica si svolgeva, l'assedio di Wiener Neustadt era ormai terminato. Il 17 agosto 1487 la città venne conquistata da Mattia pacificamente. Il 14 ottobre Mattia si incontrò con Alberto e concordò una tregua. Alberto chiese il 12 dicembre di cessare la guerra con Mattia. Venne scelto papa Innocenzo VIII come paciere dei dissensi. Federico pose il veto sulla concessione di un qualsiasi accordo.

## Conseguenze
A seguito dell'assedio venne conclusa una tregua con la mediazione della Santa Sede tramite il delegato Raimondo Peraudi tra Federico e Mattia nel 1488. Federico si accordò per riconoscere lo status quo in quanto era già impegnato nella rivolta di Bruges nelle Fiandre, nella quale suo figlio Massimiliano I era tenuto ostaggio dai cittadini e la sua personale presenza era necessaria per risolvere la situazione. Nei negoziati Mattia venne rappresentato dai conti austriaci simpatizzanti Christoph von Liechtenstein-Nikolsburg e Leopold Brantz. Mattia concesse all'Ordine di San Giorgio di Carinzia l'esenzione dalle tasse per l'esportazione del vino. Simultaneamente Mattia riconquistò le città di Eisenstadt e Forchtenstein, in contrasto aperto con quanto concordato con Federico nel trattato di pace di Wiener Neustadt del 1463, assegnandole in dono all'Ordine di San Giorgio, fatto che riaccese le tensioni in loco. Siebenhirter il 13 febbraio 1488 rinunciò ai suoi diritti sui villaggi di Trautmannsdorf e Wartenstein e li passò a Mattia. Riuscì inoltre a far firmare questo trattato da Federico il 30 aprile 1489.